# Zaccaria Cometti
Zaccaria Cometti (Romano di Lombardia, 7 gennaio 1937 – Romano di Lombardia, 2 aprile 2020) è stato un calciatore e allenatore di calcio italiano, di ruolo portiere.

## Carriera
Cresciuto nel vivaio dell'Atalanta, nel quale fu seguito da Carlo Ceresoli, ex portiere nerazzurro e della nazionale, esordì in prima squadra a 19 anni.
La sua carriera si svolse quasi unicamente a Bergamo, sua città d'origine, dove ebbe modo di disputare ben 178 partite con la maglia degli orobici, tutte in Serie A.
Si contraddistinse per il suo stile senza fronzoli e poco spettacolare ma molto redditizio, alternandosi sovente tra i pali con il compagno Pier Luigi Pizzaballa.
Il 2 giugno 1963, vinse la Coppa Italia con la squadra bergamasca, anche se durante quella partita non venne utilizzato.
Dopo una breve esperienza in Serie C al Trento, società con la quale terminò la carriera di giocatore, cominciò a svolgere l'attività di allenatore nel settore giovanile atalantino, per poi diventare allenatore in seconda e infine preparatore dei portieri, sempre per la stessa società.
È deceduto nella sua casa di Romano in Lombardia all'età di 83 anni, a causa di alcune complicazioni dovute al COVID-19.

## Palmarès

### Giocatore

#### Club

##### Competizioni nazionali
- Campionato italiano di Serie B: 1

Atalanta: 1958-1959
- Coppa Italia: 1

Atalanta: 1962-1963